# Вениамин (Величко)
Епи́скоп Вениами́н (укр. Єпископ Веніамін, в миру Сергей Михайлович Величко, укр. Сергій Михайлович Величко; 20 апреля 1991, село Иза, Хустский район, Закарпатская область) — епископ Украинской православной церкви, епископ Скадовский, викарий Херсонской епархии.

## Биография
В 2007 году окончил среднюю школу в Изе.
31 мая 2009 года архиепископом Херсонским и Таврическим Иоанном (Сиопко) пострижен в иночество с именем Вениамин в честь преподобного Вениамина Печерского.
28 марта 2010 года архиепископом Херсонским и Таврическим Иоанном (Сиопко) рукоположен в сан диакона и назначен штатным клириком Свято-Духовского кафедрального собора города Херсона.
15 мая 2012 года архиепископом Херсонским и Таврическим Иоанном (Сиопко) пострижен в мантию с именем Вениамин в честь мученика Вениамина, диакона Персидского.
11 декабря 2016 года в Свято-Духовском кафедральном соборе Херсона митрополитом Киевским и всея Украины Онуфрием (Березовским) рукоположен в сан иеромонаха.
14 марта 2017 года в Свято-Духовском кафедральном соборе Херсона митрополитом Херсонским и Таврическим Иоанном (Сиопко) возведён в сан архимандрита. В тот же день назначен на должность секретаря митрополита Херсонского и Таврического.
14 июля 2018 на набережной Херсона, в рамках фестиваля индийской культуры, состоялся «Праздник красок Холи». В связи с этим написал у себя в фейсбуке: «Больше всего удивляет и отношение к этому всему безобразию государственных деятелей Херсона и области. Когда они выставляют себя как православные христиане, и тут же дают разрешение на бесовские мероприятия».
В 2019 году окончил Киевскую духовную семинарию.
22 декабря 2020 года назначен настоятелем Касперовского храма Архиерейского подворья города Херсона.
12 мая 2022 года решением Священного синода Украинской православной церкви избран епископом Скадовским, викарием Херсонской епархии.
17 июля 2022 года в Свято-Троицком Крестовом домовом храме при резиденции Предстоятеля Украинской Православной Церкви в Пантелеимоновском женском монастыре в Феофании состоялось наречение во епископа Скадовского, викария Херсонской епархии.
18 июля 2022 года в том же храме за Божественной литургией состоялась епископская хиротония во епископа Скадовского, которую возглавил Митрополит Киевский и всея Украины Онуфрий (Березовский).